# The Nation (Pakistan)
Cet article concerne le quotidien pakistanais. Pour le quotidien thaïlandais, voir The Nation (Thaïlande). Pour l'hebdomadaire américain, voir The Nation.
The Nation est un quotidien de langue anglaise basé à Lahore, au Pakistan, depuis 1986. Rameeza Nizami est la rédactrice en chef de The Nation. Elle est la fille journaliste pakistanais Majid Nizami (en).
Il est publié à Lahore, Islamabad, Multan et Karachi par le Nawa-i-Waqt Group, fondé en 1940 par Hamid Nizami (en) et édité par lui jusqu'à sa mort en 1962. Le journal Nawa-i-Waqt a ensuite été dirigé par le rédacteur en chef Majid Nizami et son neveu, Arif Nizami (en). Nawa-i-Waqt Group publie également le Nawa-i-Waqt, un quotidien en ourdou, et imprime 4 magazines hebdomadaires en anglais et en ourdou. 
Waqt News TV (en) est une chaîne de télévision populaire du groupe Nawa-i-Waqt, basée à Lahore, en langue ourdou.